# اخيانن (حاسي بركان)
اخيانن هي إحدى مشيخات المملكة المغربية، تتبع جغرافيا لإقليم الناظور وإداريًا لحاسي بركان. يقدر عدد سكانها بـ 844 نسمة حسب الإحصاء الرسمي للسكان والسكنى لسنة 2004.